# فرنسيسكو ألفاريز كاسكوس
فرنسيسكو ألفاريز كاسكوس (بالإسبانية: Francisco Álvarez-Cascos )‏ (و. 1947  م) هو سياسي، ووزير إسباني، ولد في مدريد، هو عضوٌ حزب الشعب (1989–1 يناير 2011)، هو عضوٌ في الجمعية البرلمانية لمجلس أوروبا.

## مناصب
تولى منصب رئيس إمارة أستورياس ‏ (15 يوليو 2011–26 مايو 2012)
- عضو مجلس النواب الإسباني  [لغات أخرى]‏ (30 مارس 2000–2 أبريل 2004)[5]
- عضو مجلس النواب الإسباني  [لغات أخرى]‏ (21 مارس 1996–5 أبريل 2000)[6]
- عضو مجلس النواب الإسباني  [لغات أخرى]‏ (22 يونيو 1993–27 مارس 1996)[7]
- عضو مجلس النواب الإسباني  [لغات أخرى]‏ (17 نوفمبر 1989–29 يونيو 1993)[8]
- عضو مجلس النواب الإسباني  [لغات أخرى]‏ (7 يوليو 1986–21 نوفمبر 1989).[9]

## التعليم
تعلم في جامعة مدريد التقنية.

## جوائز
حصل على جوائز منها:
- الصليب الأعظم لنيشان كارلوس الثالث.

## روابط خارجية
- فرنسيسكو ألفاريز كاسكوس على موقع IMDb (الإنجليزية)